# Siphonophora nansoriana
Siphonophora nansoriana är en mångfotingart som beskrevs av Chamberlin 1920. Siphonophora nansoriana ingår i släktet Siphonophora och familjen Siphonophoridae. Inga underarter finns listade i Catalogue of Life.